# Colombie aux Jeux olympiques
La Colombie a participé à 20 Jeux d'été et à 3 Jeux d'hiver. Le pays a gagné 5 médailles d'or, 16 médailles d'argent et 17 médailles de bronze depuis 1932 jusqu'à aujourd'hui.

## Jeux olympiques d'été

### Los Angeles 1932

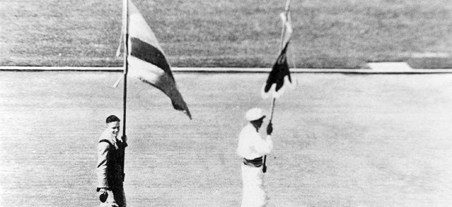
Délégation colombienne aux JO d'été de 1932 à Los Angeles.

La Colombie participe aux Jeux olympiques d'été de 1932 qui se déroulent du 30 juillet au 14 août 1932 à Los Angeles aux États-Unis. Il s'agit de sa première participation à des Jeux d'été. Elle intègre les Jeux olympiques alors que le contexte économique mondial est tendu. En effet, les Jeux d'été de 1932 sont organisés lors de la Grande Dépression, une crise économique qui part des États-Unis à la suite du krach de 1929 et qui touche peu à peu les autres continents. Elle n'y remporte aucune médaille.
Le marathonien Jorge Perry est le seul athlète représentant son pays lors de ces Jeux. Le comité international olympique (CIO) accepte qu'il y participe alors qu'il n'existe pas encore de comité national olympique pour la Colombie. Avec le soutien du CIO qui lui donne les fonds nécessaires pour pouvoir partir à Los Angeles quatre mois avant le début des Jeux, Jorge Perry se prépare pour l'épreuve de marathon, accompagné d'un entraîneur américain. Il est ainsi le porte-drapeau de la délégation colombienne lors des cérémonies d'ouverture et de clôture durant ces Jeux.
Lors du marathon qui a lieu le 7 août 1932, Jorge Perry se retire de la course, étant complètement épuisé, après avoir parcouru 10 kilomètres. Malgré l'abandon de son athlète durant l'épreuve de marathon, la Colombie repart avec une récompense, le CIO décernant à Perry la médaille du mérite olympique,. Le marathonien reçoit également le surnom de « Commodore Perry » pour sa persévérance.
À la suite de cette participation aux Jeux olympiques, Alberto Nariño Cheyne décide de créer le comité olympique colombien (COC) le 3 juillet 1936, la Colombie intégrant ainsi le sport au niveau mondial.

### Berlin 1936

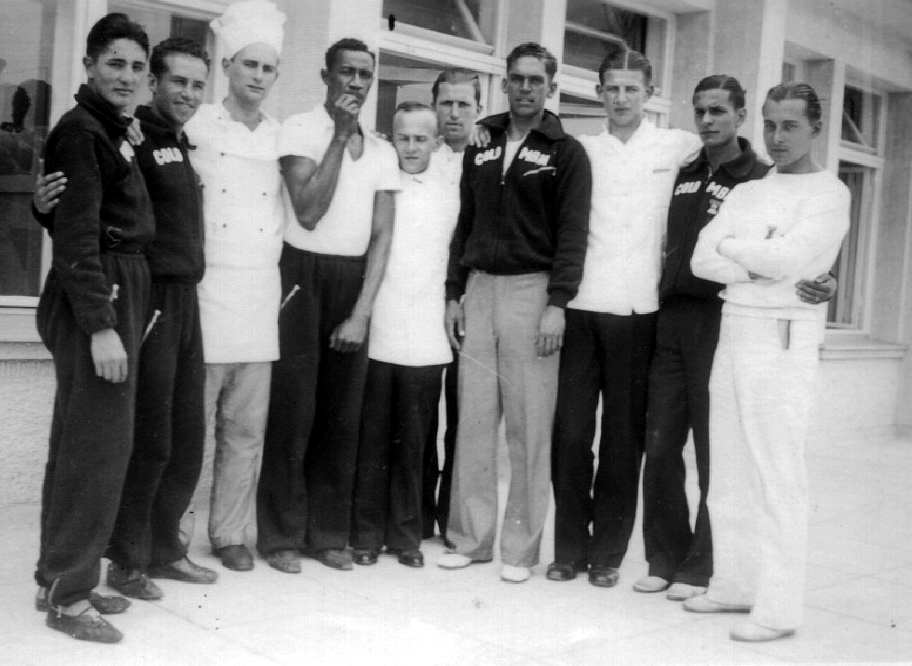
De gauche à droite : les deux premiers sont Hugo Acosta et Pedro Emilio Torres, le quatrième est Campo Elías Gutiérrez, le septième est José Domingo Sánchez et les deux derniers sont Hernando Navarrete et Pedro del Vechio.

La Colombie participe aux Jeux olympiques d'été de 1936 qui se déroulent du 1er au 16 août 1936 à Berlin, en Allemagne. Après la création du comité olympique colombien le 3 juillet 1936, une délégation est composée de six athlètes et de sept accompagnateurs, puis est envoyée à Berlin pour représenter la Colombie lors des Jeux olympiques d'été de 1936. Les six sportifs sélectionnés pour ces Jeux olympiques sont le lanceur de javelot Campo Elías Gutiérrez, le sprinteur José Domingo Sánchez, le coureur de demi-fond Pedro Emilio Torres, les coureurs de fond Hernando Navarrete et Hugo Acosta ainsi que le spécialiste du saut Pedro del Vechio,. Sánchez est choisi pour être le porte-drapeau de la délégation colombienne.
Pour sa deuxième participation aux Jeux olympiques d'été, la Colombie ne remporte aucune médaille olympique, réalisant une performance discrète. En effet, Sánchez, Gutiérrez, et Torres ne passent pas les éliminatoires dans leurs épreuves respectives. Inscrit au triple saut, Pedro del Vechio décide de son propre chef de ne pas concourir à cette épreuve. Quant à Acosta, étant malade, il ne peut se présenter à l'épreuve du 5 000 mètres. Seul Navarrete, qui participe également à cette épreuve, parvient à se classer en obtenant la 18e place. Si les résultats de la Colombie sont source de frustration, il est néanmoins à noter que plusieurs de ces athlètes ont battu leurs meilleures performances. De plus, à la suite de ces Jeux olympiques, quelques-uns voient leur carrière sportive prendre une nouvelle dimension. C'est notamment le cas de Navarette qui remporte la médaille d'or dans l'épreuve du 5 000 mètres lors des Jeux bolivariens de 1938 organisés à Bogota, une nouvelle compétition sportive née de l'esprit d'Alberto Nariño Cheyne après la participation de Jorge Perry aux Jeux olympiques d'été de 1932.

### Munich 1972
Après quarante ans à participer aux Jeux olympiques, la Colombie obtient à Munich ses premiers podiums olympiques. Pour réussir cet objectif, la Colombie envoie 56 athlètes, dans huit sports différents. La boxe va apporter à la Colombie ses premières médailles : le bronze dans la catégorie poids plume avec Clemente Rojas et dans la catégorie poids léger avec Alfonso Pérez. Une troisième médaille, en argent, est empochée par Helmut Bellingrodt au tir, dans la catégorie cible mouvante à 50 m.

### Los Angeles 1984
Douze ans après les Jeux de Munich, la Colombie décroche une nouvelle médaille olympique grâce à Helmut Bellingrodt, qui devient le premier colombien à remporter deux médailles olympiques. 

### Sydney 2000
Lors de ces premiers Jeux olympiques du millénaires, 46 athlètes de 13 sports différents représentent la Colombie. Parmi eux, l'haltérophile María Isabel Urrutia, évoluant dans la catégorie des moins de 75 kg, devient non seulement la première femme colombienne a monter sur un podium olympique, mais surtout la première athlète à rapporter une médaille d'or à la Colombie. Il aura fallu soixante-huit ans et quinze participations pour que la Colombie grimpe sur la plus haute marche du podium.

### Londres 2012
La Colombie participe aux Jeux olympiques d'été de 2012 qui se déroulent du 27 juillet au 12 août 2012 à Londres, au Royaume-Uni. Il s'agit de sa 18e participation à des Jeux d'été. Le porte-drapeau de la délégation colombienne est la cycliste Mariana Pajón.
Les athlètes colombiens, avec une médaille d'or, trois médailles d'argent et quatre médailles de bronze se placent au 38e rang du classement des nations officiel prenant d'abord en compte le nombre de médailles d'or et au 30e du classement basé sur le nombre total de médailles. Ils réussissent l'objectif demandé par Baltazar Medina, le président du comité olympique colombien, qui était de remporter au moins cinq médailles. Par ailleurs, la délégation colombienne remporte seize diplômes olympiques pour un total de 66 points, ce qui s'avère mieux que les précédents Jeux olympiques d'été à Pékin où ils en avaient obtenu douze pour 48 points.

### Rio de Janeiro 2016
La Colombie participe aux Jeux olympiques d'été de 2016 qui se déroulent du 5 au 21 août 2016 à Rio de Janeiro, au Brésil. Il s'agit de sa 19e participation à des Jeux d'été. Le porte-drapeau de la délégation colombienne est la judokate Yuri Alvear.
Les athlètes colombiens, avec trois médailles d'or, deux médailles d'argent et trois médailles de bronze se placent au 23e rang du classement des nations officiel prenant d'abord en compte le nombre de médailles d'or.

## Jeux olympiques d'hiver

### Vancouver 2010

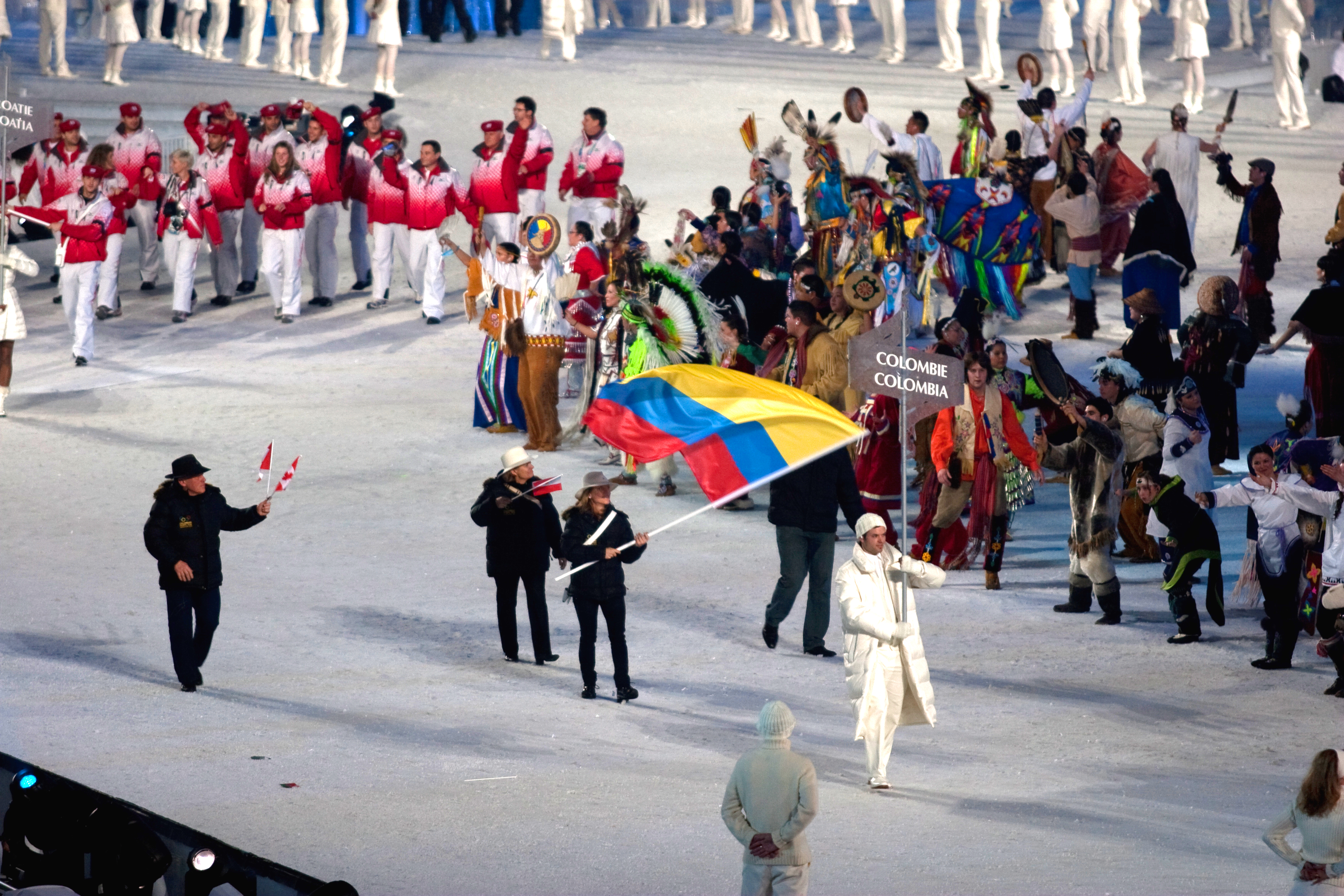
Entrée de la délégation colombienne à la cérémonie d'ouverture à Vancouver en 2010.

La Colombie participe aux Jeux olympiques d'hiver de 2010 qui se déroulent du 12 au 28 février 2010  à Vancouver au Canada. Il s'agit de sa première participation à des Jeux olympiques d'hiver. Elle n'y remporte aucune médaille.
La délégation colombienne est représentée par une seule athlète en ski alpin, Cynthia Denzler. Née aux États-Unis, elle acquiert cependant le passeport colombien grâce au fait que son père soit citoyen de ce pays par naturalisation avant le début de la saison 2007-2008,. En 2007, souhaitant participer à ces Jeux d'hiver, Cynthia Denzler demande l'approbation du comité olympique colombien pour prendre part aux tournois de qualification, ce qu'elle obtient alors qu'Andrés Botero en est le président,. Elle valide son billet pour ces Jeux en slalom et en slalom géant, totalisant moins de 140 points FIS dans chacune de ces deux épreuves à l'issue de la période de qualification le 25 janvier 2010. Pour cela, elle a pris part à différentes compétitions internationales, notamment en Europe.
Denzler est la porte-drapeau du pays durant les cérémonies d'ouverture et de clôture de ces Jeux. Lors de l'épreuve de slalom géant qui a lieu le 24 février, elle est disqualifiée après avoir raté une porte à mi-parcours. C'est une déception pour l'athlète qui espérait terminer dans les 30 premiers. Le 26 février, elle se place au 51e rang de l'épreuve de slalom.
Selon Cynthia Denzler, sa participation aux Jeux olympiques d'hiver sera bénéfique pour la Colombie car cela pourrait encourager d'autres Colombiens à pratiquer les sports d'hiver même si le climat tropical du pays fait qu'il n'y existe pas de piste de ski en 2013, malgré quelques zones enneigées dans les massifs dans le Nord du pays.

### Pyeongchang 2018
La Colombie participe aux Jeux olympiques d'hiver de 2018 à Pyeongchang en Corée du Sud du 9 au 25 février 2018. Il s'agit de sa deuxième participation à des Jeux d'hiver, après celle de 2010,, aucun athlète n'étant parvenu à se qualifier pour l'édition de 2014, à Sotchi. La délégation colombienne est représentée par quatre athlètes (trois hommes et une femme),, les porte-drapeaux étant le patineur Pedro Causil lors de la cérémonie d'ouverture et le skieur Michael Poettoz à celle de clôture. Elle bénéficie d'un programme d'aide pour la fourniture des tenues de compétition et uniformes grâce au comité international olympique et à la fédération mondiale de l'industrie d'articles de sport (WFSGI).
La Colombie fait partie des pays qui ne remportent pas de médaille au cours de ces Jeux olympiques, avec pour meilleur classement la 20e place remportée par Causil lors de la finale de patinage de vitesse sur 500 m. À l'issue de ces Jeux, Helder Navarro, membre du comité olympique colombien et chef de la délégation à Pyeongchang, se montre cependant satisfait des résultats obtenus.
En Colombie, Claro obtient les droits de retransmission des Jeux olympiques d'hiver de 2018, les transmettant notamment via deux chaînes de télévision payantes, une application mobile et un portail web.

## Comité national olympique
Le 3 juillet 1936, Alberto Nariño Cheyne promeut la création du comité olympique colombien. Julio Gerlein Comelín en est le premier président. Le CNO colombien ne devient cependant membre à part entière du comité international olympique qu'en 1948. Depuis 2009, après que quatorze personnes se soient succédé au poste de président du comité, Baltazar Medina est à la tête de cette organisation.

## Tableau des médailles
| Jeux                | Médaille d'or, Jeux olympiques | Médaille d'argent, Jeux olympiques | Médaille de bronze, Jeux olympiques | Total | Rang | Source |
| ------------------- | ------------------------------ | ---------------------------------- | ----------------------------------- | ----- | ---- | ------ |
| Los Angeles 1932    | 0                              | 0                                  | 0                                   | 0     | -    | [ 4 ]  |
| Berlin 1936         | 0                              | 0                                  | 0                                   | 0     | -    | [ 52 ] |
| Londres 1948        | 0                              | 0                                  | 0                                   | 0     | -    | [ 53 ] |
| Melbourne 1956      | 0                              | 0                                  | 0                                   | 0     | -    | [ 54 ] |
| Rome 1960           | 0                              | 0                                  | 0                                   | 0     | -    | [ 55 ] |
| Tokyo 1964          | 0                              | 0                                  | 0                                   | 0     | -    | [ 56 ] |
| Mexico 1968         | 0                              | 0                                  | 0                                   | 0     | -    | [ 57 ] |
| Munich 1972         | 0                              | 1                                  | 2                                   | 3     | 31   | [ 58 ] |
| Montréal 1976       | 0                              | 0                                  | 0                                   | 0     | -    | [ 59 ] |
| Moscou 1980         | 0                              | 0                                  | 0                                   | 0     | -    | [ 60 ] |
| Los Angeles 1984    | 0                              | 1                                  | 0                                   | 1     | 33   | [ 61 ] |
| Séoul 1988          | 0                              | 0                                  | 1                                   | 1     | 46   | [ 62 ] |
| Barcelone 1992      | 0                              | 0                                  | 1                                   | 1     | 54   | [ 63 ] |
| Atlanta 1996        | 0                              | 0                                  | 0                                   | 0     | -    | [ 64 ] |
| Sydney 2000         | 1                              | 0                                  | 0                                   | 1     | 49   | [ 65 ] |
| Athènes 2004        | 0                              | 0                                  | 1                                   | 1     | 71   | [ 66 ] |
| Pékin 2008          | 0                              | 2                                  | 1                                   | 3     | 63   | [ 67 ] |
| Londres 2012        | 1                              | 3                                  | 4                                   | 8     | 38   |        |
| Rio de Janeiro 2016 | 3                              | 2                                  | 3                                   | 8     | 23   |        |
| Tokyo 2020          | 0                              | 4                                  | 1                                   | 5     | 66   |        |
| Total               | 5                              | 13                                 | 15                                  | 33    |      |        |

| Place | Sport         | Médaille d'or, Jeux olympiques | Médaille d'argent, Jeux olympiques | Médaille de bronze, Jeux olympiques | Total |
| ----- | ------------- | ------------------------------ | ---------------------------------- | ----------------------------------- | ----- |
| 1     | Haltérophilie | 2                              | 3                                  | 2                                   | 7     |
| 2     | Cyclisme      | 2                              | 1                                  | 3                                   | 6     |
| 3     | Athlétisme    | 1                              | 1                                  | 1                                   | 3     |
| 4     | Tir           | 0                              | 2                                  | 0                                   | 2     |
| 5     | Boxe          | 0                              | 1                                  | 4                                   | 5     |
| 7     | Judo          | 0                              | 1                                  | 1                                   | 2     |
| 6     | Lutte         | 0                              | 0                                  | 2                                   | 2     |
| 7     | Taekwondo     | 0                              | 0                                  | 1                                   | 1     |
|       | Total         | 5                              | 9                                  | 14                                  | 28    |